# Karabin Austeyr
Austeyr F88 – australijski karabin szturmowy, licencyjna wersja karabinu Steyr AUG produkowana w australijskich zakładach ADI. Przepisowa broń długa żołnierzy australijskich i nowozelandzkich.
Wersje:
- F88 (inne oznaczenie F88 A1) – wersja standardowa, karabin z lufą długości 508 mm i celownikiem optycznym w rączce transportowej, odpowiednik wersji AUG A1.
- F88C – karabinek z lufa długości 407 mm i celownikiem optycznym w rączce do przenoszenia broni. Używany przez obsługi broni ciężkiej i oddziały specjalne.
- F88S (F88 A1/A2) – karabin z lufą długości 508 mm i odłączanym chwytem. W miejsce chwytu przełącza się podstawę z szyną Picatinny umożliwiającą montaż dowolnego typu celownika optycznego lub elektrooptycznego.
- F88 GLA wersja pozbawiona przedniego chwytu, zamiast niego zamocowana jest szyna umożliwiająca przyłączenie granatnika podlufowego M203 PI.
- F88T – wersja szkolna kalibru .22 LR
- F88A4 – testowana wersja pozbawiona chwytu transportowego. Na wierzchu komory zamkowej posiada długą szynę Picatinny. Dodatkowe szyny z dołu i boków broni umożliwiają montaż dodatkowego wyposażenia taktycznego (granatnika, oświetlenia taktycznego, laserowych wskaźników celu, dwójnogów oraz innych akcesoriów itp.).